# 板垣菜津美
板垣 菜津美（いたがき なつみ、1987年8月29日 - ）は、舞夢プロに所属するフリーアナウンサーで、元・福井放送アナウンサー。

## 略歴
東京都青梅市の出身で、東洋大学社会学部の社会文化システム学科を経て、卒業後の2011年4月1日付でアナウンサーとして福井放送へ入社。同期のアナウンサーは前田智宏（京都市出身）と西田隆人で、前田とは在職中の2016年に結婚している。
ラジオ・テレビの兼営局である福井放送では、テレビの『おじゃまっテレ』（平日夕方帯のローカル情報・報道番組）で中継リポーター、放送上の名義（結婚前の本名）を冠した料理コーナー「菜津美のいたがきま～す」の進行、ニュースキャスターを歴任。夫の前田が2016年に気象予報士の資格を取得したことを機に、2018年3月31日付で夫婦揃って福井放送を退社した。なお、前田は退社を機に、地元の関西地方にある南気象予報士事務所へ所属。さらに、この事務所を通じて毎日放送との間で気象キャスターとしての専属契約を結んだことから、夫婦揃って生活の場を京都市内に移している。
自身は、2018年4月からフリーアナウンサーに転身。舞夢プロに所属しながら、KBS京都・サンテレビジョン・朝日放送のテレビ番組に出演していた。2019年に第一子を懐妊したことから、産前産後休業に入ったうえで、2020年1月に第一子（長男）を出産。2023年4月3日からは、毎週月・火曜日の早朝に『おはようパーソナリティ小縣裕介です』（朝日放送ラジオの生ワイド番組）でアシスタントを務めている。

## 担当番組

### 現在
- おはようパーソナリティ小縣裕介です（朝日放送ラジオ） - 第2代アシスタントの1人として、2023年4月3日から月・火曜日に出演。

### 過去
- おじゃまっテレ（福井放送）
- キャスト（朝日放送テレビ） - 2019年4月から2022年3月の番組終了まで、火・水曜日にナレーションを担当。
- 石田靖の若狭まんきつ冬旅（サンテレビジョン・KBS京都の共同制作による特別番組で2019年に両局で放送）
- 五山の送り火（KBS京都） - 2018年に中継リポートを担当